# ظاهرة بيل

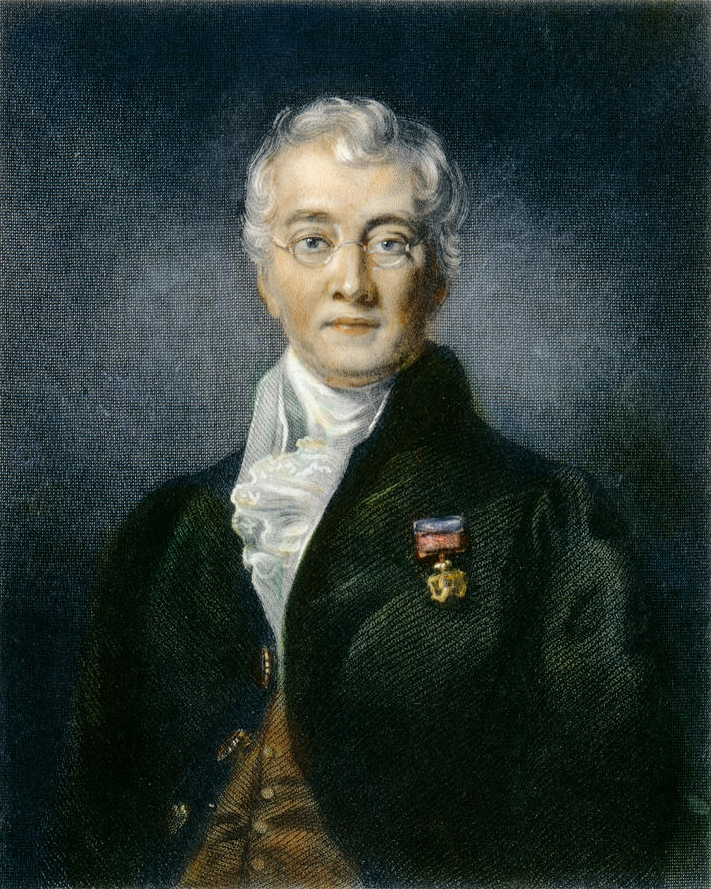
السير تشارلز بيل

ظاهرة بيل أو ظاهرة بل (بالإنجليزية: Bell's phenomenon)‏ أو الانعكاس الجفني المحرك للعين (بالإنجليزية: palpebral oculogyric reflex)‏ هي ظاهرة طبية تسمح للملاحظ بمراقبة الحركة التصاعدية و الخارجية للعين، فعند محاولة إغلاق العينين فإن العبن تتحرك إلى أعلى، وهي آلية دفاعية تحدث في معظم الناس. سميت هذه الظاهرة تيمنا بالجراح، الخبير بعلم التشريح و علم وظائف الاعضاء الإسكتلندي، تشالز بيل.
ظاهرة بيل هي فعل منعكس دفاعي طليعي تحدث في 75% من السكان مما يؤدي إلى ارتفاع كرة العين عندما تطرف العين، أو عند حدوث أي تهديد ( على سبيل المثال عند محاولة لمس قرنية المريض )، تصبح هذه الظاهرة ملحوظة عندما تضعف عضلة العين الدائرية الأمامية، على سبيل المثال ( شلل الوجه الثنائي، و متلازمة غيلان باريه ). بالرغم من ذلك، فإن هذه الظاهرة موجودة قسرا عند اغلاق الجفون في معظم الاصحاء، و لذلك لا ينبغي أن تعتبر عرض لتشخيص الامراض.
عادة ما تنتج الخدوش في القرنية الوسطى أو السفلى بسبب ظاهرة بيل أيضا.